# Kraličky (Kralice na Hané)
Kraličky (bis 1950 Sajlerov, deutsch: Seilerndorf) ist ein Ortsteil von Kralice na Hané in Tschechien. Das Dorf befindet sich zwischen Kralice na Hané, Vrbátky und Vrahovice und gehört zum Okres Prostějov.

## Geschichte
Kraličky wurde im Jahre 1791 auf der Fläche des ehemaligen Hofes gegründet.